# Safran Patroller
 (mars 2016).
Le Patroller est un drone tactique (Tactical Unmanned Air Vehicule) de renseignement conçu par la société Safran Electronics & Defense (anciennement Sagem). Il est fabriqué en France, la cellule étant fournie par le constructeur allemand Stemme.

## Historique

### Origines
Sagem commence l'étude d'un drone en associant de manière pragmatique une plate-forme existante et éprouvée avec des capteurs et un système de transmission. Cette démarche permet de réduire le temps de développement. Il s'adresse pour cela à Stemme AG, un spécialiste allemand des motoplaneurs, qui dispose du Stemme S15.
Le Stemme S15 (en) est dérivé du modèle S6, dont le premier vol a lieu le 29 novembre 2006. Il s'agit d'un motoplaneur d'entraînement, biplace côte à côte. Le S6 est équipé d'un train tricycle rétractable, d'une hélice tripale et d'un moteur dont la puissance varie selon les types de 100 à 115 ch.
La version S15 est un drone optionnellement pilotable certifié AESA CS22,, destiné à l'observation et la surveillance. Il est doté d'un moteur de 115 ch et d'un point d'emport sous chaque aile.

### Développement

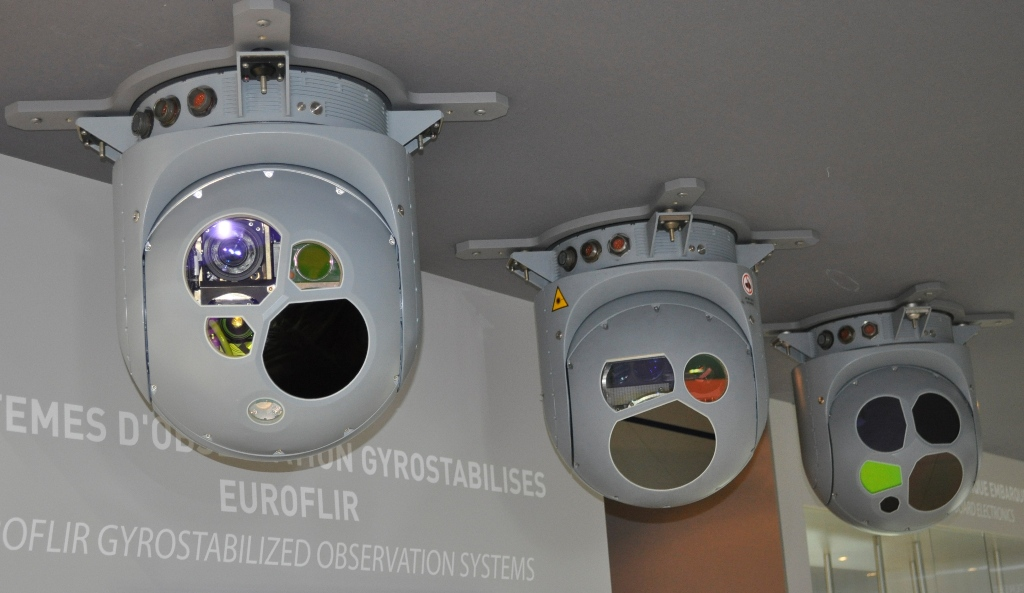
La boule optronique gyrostabilisée Sagem Euroflir 410 (au fond) est l'équipement d'observation du prototype du drone Patroller

Le Patroller effectua son premier vol le 10 juin 2009 à Kemijärvi en Finlande.
Sur la base du Stemme S15, cet aéronef piloté à distance est adapté au fur et à mesure pour recevoir différentes charges utiles, un système optronique, l'Euroflir 410, des équipements d'écoute Comint/Sigint ou un radar (fabriqué par Finmeccanica). Les essais en vol de l'Euroflir 410 ont lieu en 2014, de même que l'emport de charges de 100 kg sous voilure,.
Le drone profite de la certification AESA du S15, qui lui permet de s'insérer dans la circulation civile. Cette capacité est testée fin 2014 dans le cadre du programme européen Odrea, une démonstration opérationnelle d'un système de drone dans un espace aérien. Le Patroller est capable d'éviter automatiquement un autre aéronef et d'effectuer l'approche d'un aéroport civil.
Il démontre par ailleurs une autonomie de plus de 20 h, une vitesse de croisière évoluant entre 100 et 200 km/h et la possibilité d'être transporté dans un conteneur standard. Sa capacité d’emport de 250 kg lui permet l’intégration de plusieurs capteurs et à terme d’armement tel que les roquettes guidées laser et le missile antichar MMP ,.

## Pays utilisateurs

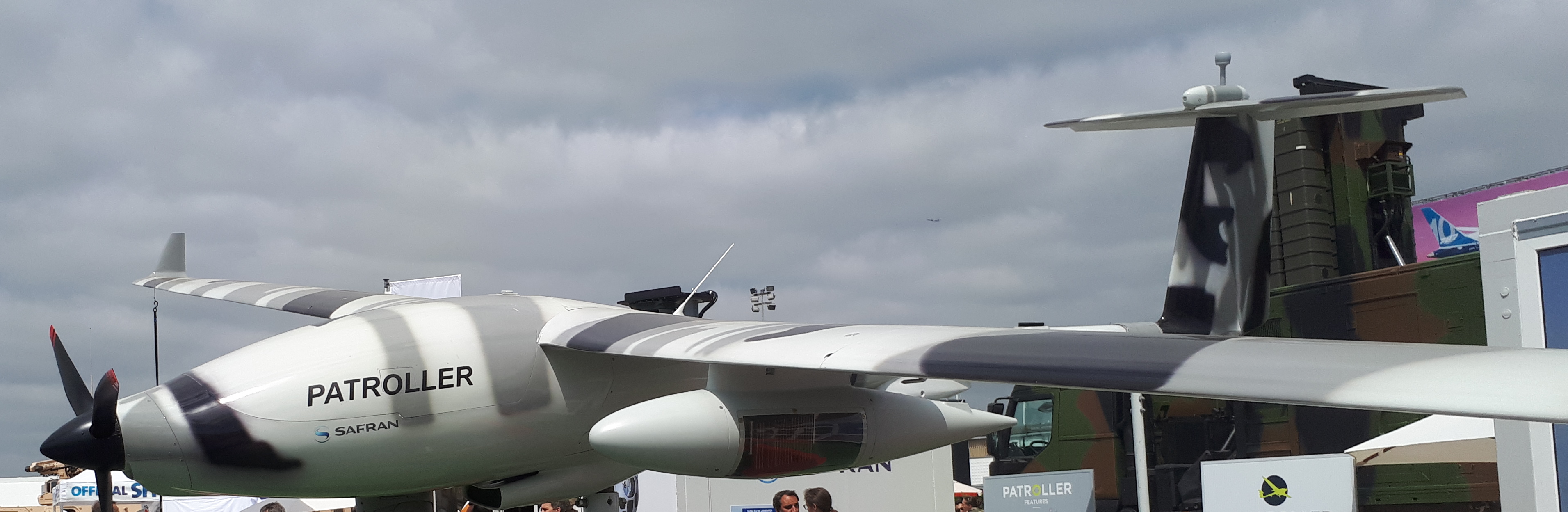
Drone Safran Patroller lors du salon du Bourget 2017

### France
Le 6 décembre 2019, un drone Patroller s’est écrasé près de la Base aérienne 125 Istres-Le Tubé, lors d’un « vol de réception industrielle » réalisé dans le cadre du programme de Système de Drone Tactique.
Un appel à candidature est émis par la  direction générale de l'Armement en octobre 2014, pour réaliser le système de drone tactique (SDT), en remplacement du système de drone tactique intérimaire (SDTI), c’est-à-dire le Sperwer déjà produit par Sagem.
Quatre firmes se mettent alors sur les rangs, Thales avec le Watchkeeper, Sagem avec le Patroller , Airbus Defence and Space en adaptant le Shadow 200 de Textron et IAI, associé à l’équipementier français Latécoère. Le Watchkeeper part initialement favori, l'achat de cet équipement ayant été évoqué lors des accords franco-britanniques de Lancaster House de 2010 ,. Seuls Sagem et Thales remettent leur candidature.
Le 20 janvier 2016, le Patroller est sélectionné pour équiper l’Armée de terre. Le contrat porte sur quatorze appareils,. Il embarquera le radar et le Comint de Thales ainsi que le système optronique de nouvelle génération Euroflir 410 de Safran Electronics & Defense. Les livraisons étaient prévues, en date de 2015, pour 2019-2020 pour une mise en service en 2020  au sein du 61e régiment d'artillerie. La loi de programmation militaire française prévoit la livraison de 5 drones en 2019, 14 autres en 2020, et 2 systèmes supplémentaires en 2024.
Le 6 décembre 2019, un drone Patroller s’est écrasé près de la Base aérienne 125 Istres-Le Tubé, lors d’un « vol de réception industrielle » réalisé dans le cadre du programme de Système de Drone Tactique.
Ce crash entraîne un report de livraison du Patroller à l'Armée de terre pour fin 2022. Les premiers vols de formation dans l'armée française commencent au début de 2024.

### Grèce
En juin 2023, l'Armée de Terre grecque commande quatre drones Patroller (non armés) avec trois stations sol dans l'objectif de remplacer les systèmes Sperwer utilisés depuis les années 2000. Les livraisons sont prévues pour fin 2024 et 2025.

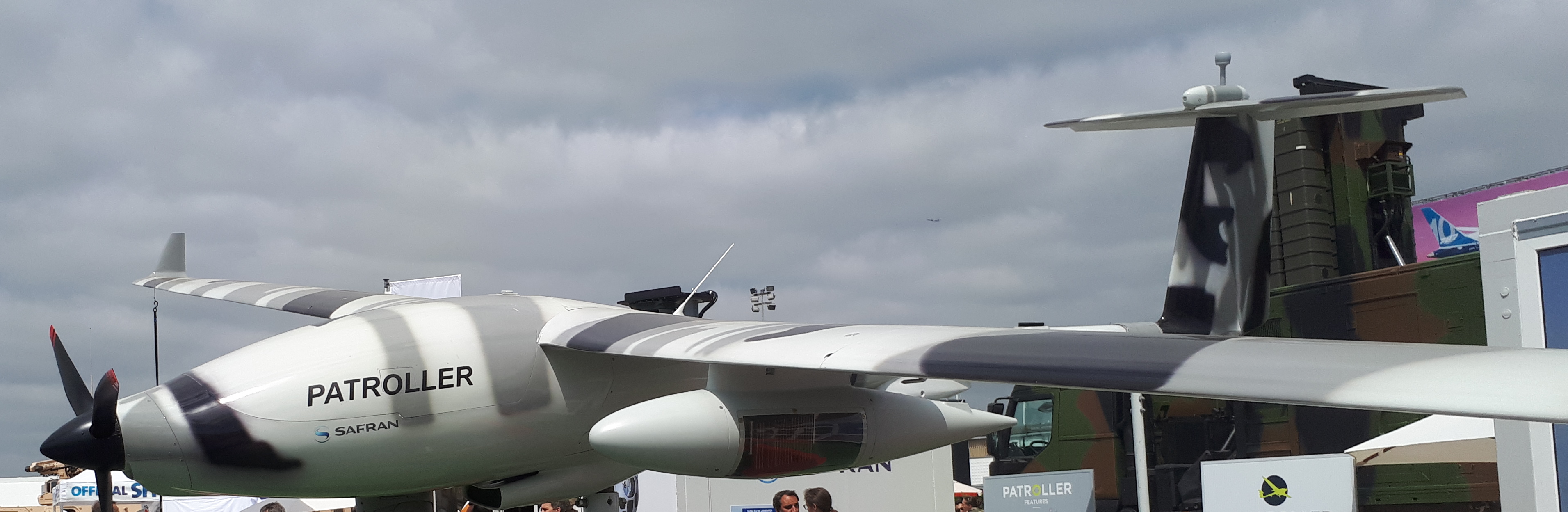
Drone Safran Patroller lors du salon du Bourget 2017

## Prospections en cours

### Égypte
Safran Electronics & Defense et la firme aéronautique égyptienne AOI-Aircraft Factory signent en septembre 2015 un accord d'assemblage des Patroller en Égypte, pour répondre aux besoins des Forces armées égyptiennes ,. AOI-Aircraft Factory créera en Égypte un centre de formation pour les opérateurs et les équipes de maintenance des drones.

### Viêt Nam
Safran Electronics & Defense cherche à vendre le drone Patroller au Vietnam en installant un site de production dans le pays qui cherche à obtenir des drones de renseignement. Il a ainsi pu présenter ses produits à l'état-major des Forces aériennes populaires vietnamiennes.